# جواد سلطانی
جواد سلطانی (زادهٔ ۲۳ تیر ۱۳۶۳ در زاهدان)، قهرمان جهان و مربی ایرانی رشتهٔ بدنسازی (بادی کلاسیک) فیزیک کلاسیک است.

## زندگی‌نامه
جواد سلطانی در ۲۳ تیر ۱۳۶۳ هجری شمسی در زاهدان زاده شد. وی که ساکن مشهد می‌باشد ورزش را با ژیمناستیک، فوتبال و هنرهای رزمی شروع نمود. در سال ۱۳۷۸ رشتهٔ بدنسازی را برگزید و در سال ۱۳۸۴، علی تبریزی را به عنوان مربی خود انتخاب کرد و زیرنظر وی به انجام تمرینات پرداخت.در سال۲۰۱۷ با قطع همکاری با علی تبریزی تمرین حرفه ای را با علی نعمتی ادامه داد.

## عناوین و افتخارات ورزشی
سلطانی نخستین قهرمانی خود را سال ۱۳۸۵ در سطح رقابتهای کشوری به‌دست آورد و سپس در سال ۱۳۸۷ برای عضویت در تیم ملی ایران، دعوت گردید.
جواد سلطانی سال ۱۳۸۹ در مسابقات جام پلیس قطر مدال برنز آسیایی را به‌دست آورد. سلطانی تمامی عناوین ورزشی خود در رشته پرورش اندام را در وزن ۷۰ کیلوگرم کسب کرد اما با نظر علی تبریزی وارد رشتهٔ بادی کلاسیک گردید. سال ۲۰۱۲ و در مسابقات جهانی بادی کلاسیک بلغارستان مدال طلای این رقابتها را به‌دست آورد و سپس در مسابقات جهانی دسته آزاد اتریش نیز موفق به کسب مدال طلای جهان شد. وی سال ۱۳۹۳ (۲۰۱۴) در مسابقات ساحلی آسیایی موفق به کسب مقام نخست رشتهٔ بادی کلاسیک شد. جواد سلطانی در مسابقات بادی کلاسیک جهانی اسپانیا ۲۰۱۴، نیز مقام سوم را کسب کرد. وی در مسابقات پرورش اندام مستر المپیای آماتوری در کشور هند ۲۰۱۷، موفق به کسب مدال طلا گردید در سال۲۰۱۹قهرمان فیزیک کلاسیک اوکراین شد.۲۰۲۰در‌اسپانیا مجدد قهرمان شد و در سال۲۰۲۲ در رومانی موفق به جواز مستر المپیا و حرفه ای شد.